# Le Secret de Rosette Lambert
Pour plus de détails, voir Fiche technique et Distribution.
Le Secret de Rosette Lambert  est un  film français réalisé par Raymond Bernard, sorti en 1920.

## Fiche technique
- Titre : Le Secret de Rosette Lambert
- Réalisation : Raymond Bernard
- Décors : Robert Mallet-Stevens
- Costumes : Paul Poiret
- Photographie : Raoul Aubourdier et Albert Duverger
- Montage : Raymond Bernard
- Production : Adolphe Osso
- Pays de production : France
- Format : Noir et blanc - 1,33:1 - Film muet
- Date de sortie : 
  - France : 26 novembre 1920

## Distribution
- Lois Meredith : Rosette Lambert
- Henri Debain : James Janvier
- Sylvia Grey : Claire
- Camille Bert : Branchu
- Charles Dullin : Bertrand
- Paul Amiot : Lambert
- Gilbert Dalleu